# 승표

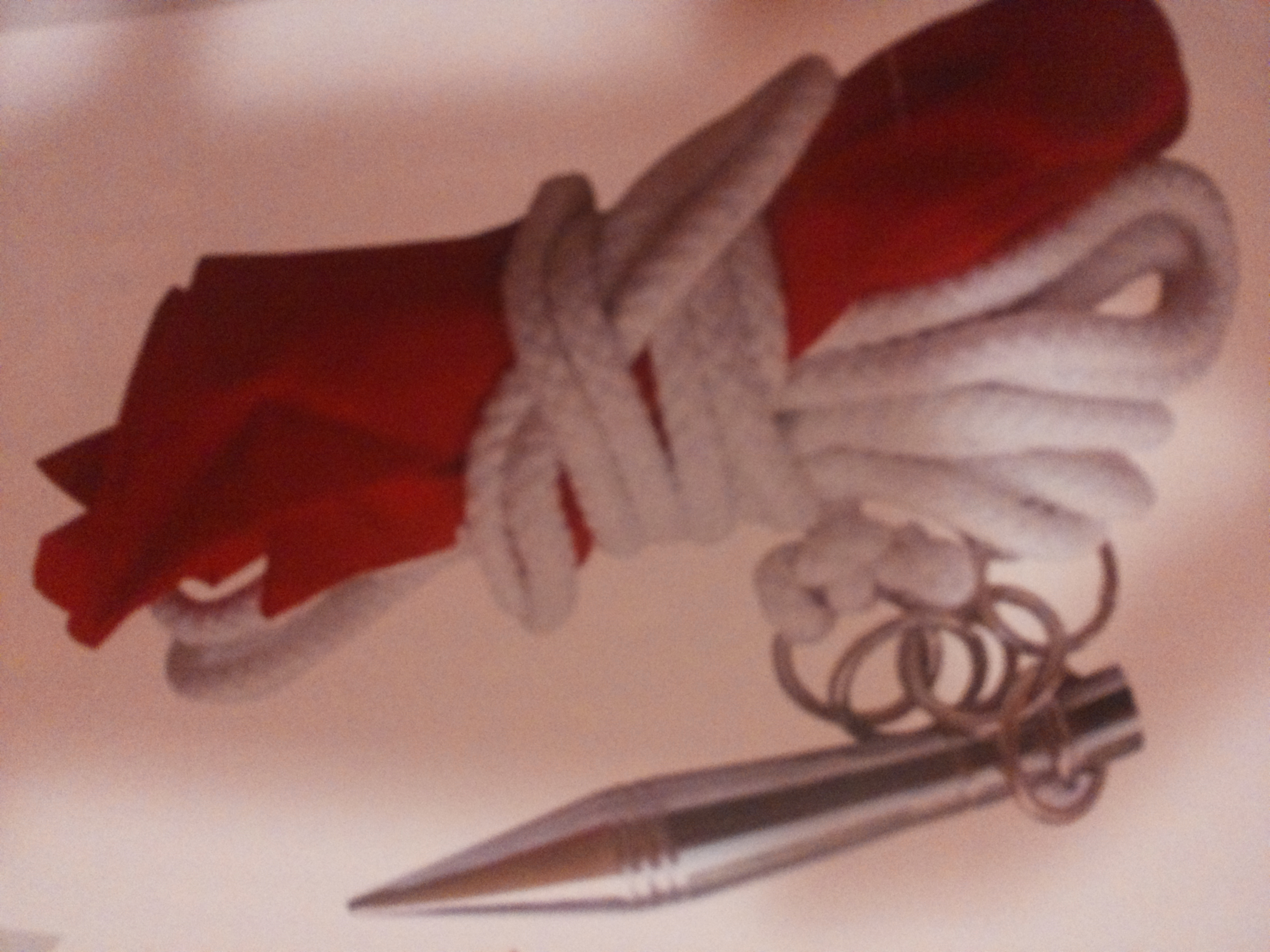

승표(繩標, rope dart)는 중국 무술에서 사용되는 신축성 무기 일종이다. 밧줄 끝에 탈수표를 달아 던지고 회수한다. 유성추, 비조와 같은 족속에 속한다.

## 같이 보기
- 무술 무기 목록